# كاباريليون (فويوتيا)
كاباريليون (Καπαρέλλιον) هي بلدة في فويوتيا في مقاطعة كينتريكي إلادا في اليونان.
يبلغ عدد سكانها حوالي 1346 نسمة.